# Powiat Shimoina
Powiat Shimoina (jap. 下伊那郡 Shimoina-gun) – powiat w Japonii, w prefekturze Nagano. W 2024 roku liczył 55 096 mieszkańców.

## Miejscowości
- Achi
- Anan
- Hiraya
- Matsukawa
- Neba
- Ōshika
- Shimojō
- Takagi
- Takamori
- Tenryū
- Toyooka
- Urugi
- Yasuoka